# Formel E
|  | Manglende infoboks Nogle af informationerne i denne artikel kunne med fordel samles eller opsummeres i en infoboks, som det anbefales i stilmanualen. |

Formel E (officielt: ABB FIA Formula E World Championship) er en motorsportserie under FIA for elbiler. 

## Historie
Serien var en idé fra Jean Todt, som han præsenterede til Alejandro Agag og Antonio Tajani under en middag på en restaurant i Paris. De havde noteret idéen om en serie for elektriske biler ned på en serviet herunder. Forslaget om en serie som kunne være en mere klimavenlig motorsportserie blev modtaget godt, og Formel E serien blev officielt oprettet med sin debut i 2014.

## Kørermesterskabet
| Sæson   | Kører                  | Hold                       | Chassis               | Motor                       | Pole position | Sejrer | Podium | Hurtigste omgang | Point |
| ------- | ---------------------- | -------------------------- | --------------------- | --------------------------- | ------------- | ------ | ------ | ---------------- | ----- |
| 2014-15 | Nelson Piquet Jr.      | NEXTEV TCR                 | Spark-Renault SRT_01E | Renault SRT01-e             | 0             | 2      | 5      | 2                | 144   |
| 2015-16 | Sébastien Buemi        | Renault e.dams             | Spark SRT01-e         | Renault Z.E 15              | 3             | 3      | 6      | 5                | 155   |
| 2016-17 | Lucas di Grassi        | Abt Schaeffler Audi Sport  | Spark SRT01-e         | Abt Schaeffler FE02         | 3             | 2      | 5      | 7                | 181   |
| 2017-18 | Jean-Éric Vergne       | Techeetah                  | Spark SRT01-e         | Renault Z.E 17              | 4             | 4      | 6      | 0                | 198   |
| 2018-19 | Jean-Éric Vergne       | DS Techeetah               | Spark SRT05e          | DS E-Tense FE 19            | 1             | 3      | 5      | 3                | 136   |
| 2019-20 | António Félix da Costa | DS Techeetah               | Spark SRT05e          | DS E-Tense FE 20            | 0             | 4      | 10     | 2                | 158   |
| 2020-21 | Nyck de Vries          | Mercedes-EQ Formula E Team | Spark SRT05e          | Mercedes-EQ Silver Arrow 02 | 1             | 2      | 4      | 2                | 99    |
| 2021-22 | Stoffel Vandoorne      | Mercedes-EQ Formula E Team | Spark SRT05e          | Mercedes-EQ Silver Arrow 02 | 2             | 1      | 8      | 1                | 213   |

## Holdmesterskabet
| Sæson   | Hold                       | Chassis               | Motor                       | Pole position | Sejrer | Podium | Hurtigste omgang | Point |
| ------- | -------------------------- | --------------------- | --------------------------- | ------------- | ------ | ------ | ---------------- | ----- |
| 2014-15 | Renault e.dams             | Spark-Renault SRT_01E | Renault SRT01-e             | 5             | 4      | 7      | 2                | 232   |
| 2015-16 | Renault e.dams             | Spark SRT01-e         | Renault Z.E 15              | 4             | 5      | 9      | 6                | 270   |
| 2016-17 | Renault e.dams             | Spark SRT01-e         | Renault Z.E 16              | 3             | 6      | 6      | 7                | 268   |
| 2017-18 | Audi Sport Abt Schaeffler  | Spark SRT01-e         | Audi e-tron FE04            | 1             | 4      | 11     | 6                | 264   |
| 2018-19 | DS Techeetah               | Spark SRT05e          | DS E-Tense FE 19            | 2             | 3      | 6      | 4                | 222   |
| 2019-20 | DS Techeetah               | Spark SRT05e          | DS E-Tense FE 20            | 5             | 4      | 9      | 2                | 244   |
| 2020-21 | Mercedes-EQ Formula E Team | Spark SRT05e          | Mercedes-EQ Silver Arrow 02 | 4             | 3      | 7      | 4                | 181   |
| 2021-22 | Mercedes-EQ Formula E Team | Spark SRT05e          | Mercedes-EQ Silver Arrow 02 | 3             | 3      | 11     | 2                | 319   |